# Ebba Atterbom
Ebba Gustava Augusta Atterbom, född 19 januari 1868 i Gryt, Södermanlands län, död 23 augusti 1961 i Göteborg, var en svensk översättare. Hon var sondotter till Per Daniel Amadeus Atterbom.
Ebba Atterbom översatte från italienska, engelska, norska och danska och gjorde bland annat 1921 den första översättningen av James Joyce Ett porträtt av konstnären som ung (A portrait of the artist as a young man). För det mesta ägnade hon sig dock åt dåtidens populärlitterära författare, såsom norrmannen Sven Elvestad (mera känd under pseudonymen Stein Riverton). Hon har också översatt svensk litteratur till italienska, bland annat Sophie Elkan och Per Hallström.
I James Joyces Finnegans Wake finns följande ordlekande rader om Ebba Atterbom:
At Island Bridge she met her tide.
Attabom, attabom, attabombomboom!
The Fin had a flux and his Ebba a ride.
Attabom, attabom, attabombomboom!
We're all up to the years in hues and cribies.
That's what she's done for wee!
Woe!
Ebba Atterboms familj bodde i hennes ungdom grannar till Sophie Elkan. De båda kvinnorna utvecklade en varm vänskap och företog bland annat ett flertal resor tillsammans i Europa.  
Ebba Atterbom är begravd på Uppsala gamla kyrkogård. 

## Översättningar (urval)
- Anna Tengström: Marghit (Margit: en saga för ungdom) (Torino, 1899)
- Grazia Deledda: Elias Portolu: en berättelse från Sardinien (Elias Portolu) (Wahlström & Widstrand, 1903)
- H. G. Wells: Nya världar i stället för de gamla (New worlds for old) (Geber, 1910)
- Edith Wharton: Hans öde (Ethan Frome) (Skoglund, 1925)
- Johan Falkberget: En jarlaättling (Av Jarleæt) (Åhlén & Åkerlund, 1926)
- Ernest Raymond: Damaskusporten (Damascus gate) (Lindblad, 1944)